# Pitikwahanapiwiyin
Pitikwahanapiwiyin (ou Pîhtokahanapiwiyin) (vers 1842 - 4 juillet 1886), plus connu sous le pseudonyme de Poundmaker, était un chef des Cris des Plaines connu pour sa lutte pour les droits des siens. En 1873, il fut adopté par Crowfoot, le chef de la confédération des Pieds-Noirs. augmentant par là-même l'influence politique de Poundmaker. En 1876, Poundmaker signa le Traité 6 après s'y être opposé pendant un temps. Il est élu chef de sa tribu deux ans plus tard.
Pendant la Rébellion du Nord-Ouest, Poundmaker et ses guerriers firent le siège du fort Battleford. Une expédition canadienne menée par le colonel William Dillon Otter les attaqua dans leur camp près de la colline Cut Knife, mais dut battre en retraite. Poundmaker, qui n'avait pas pris part au combat, retint ses guerriers qui voulaient poursuivre leurs ennemis. Poundmaker, clamant son innocence, fut condamné pour trahison en 1885 à trois ans de prison au pénitencier de Stony Mountain. Relâché après un an, il en sortit brisé tant physiquement que moralement. Il décéda d'une hémorragie à Blackfoot Crossing en Alberta le 4 juillet 1886, soit quatre mois après sa libération.

## Galerie

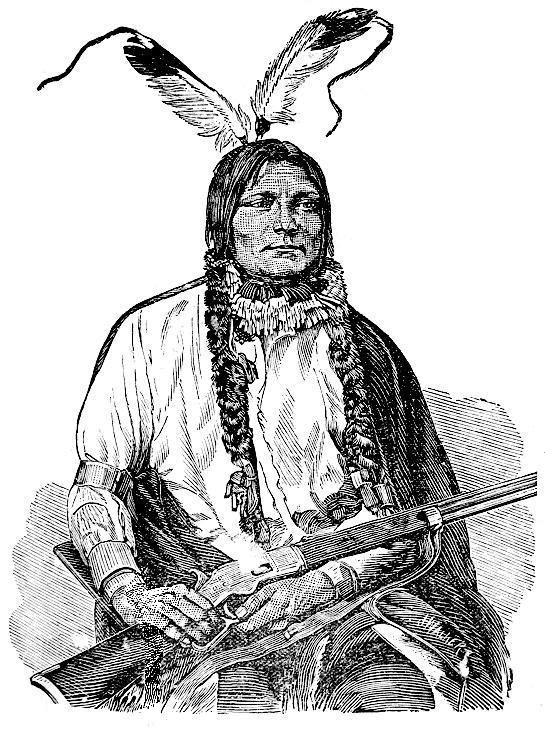
Poundmaker, chef cri attaqué par le colonel Otter
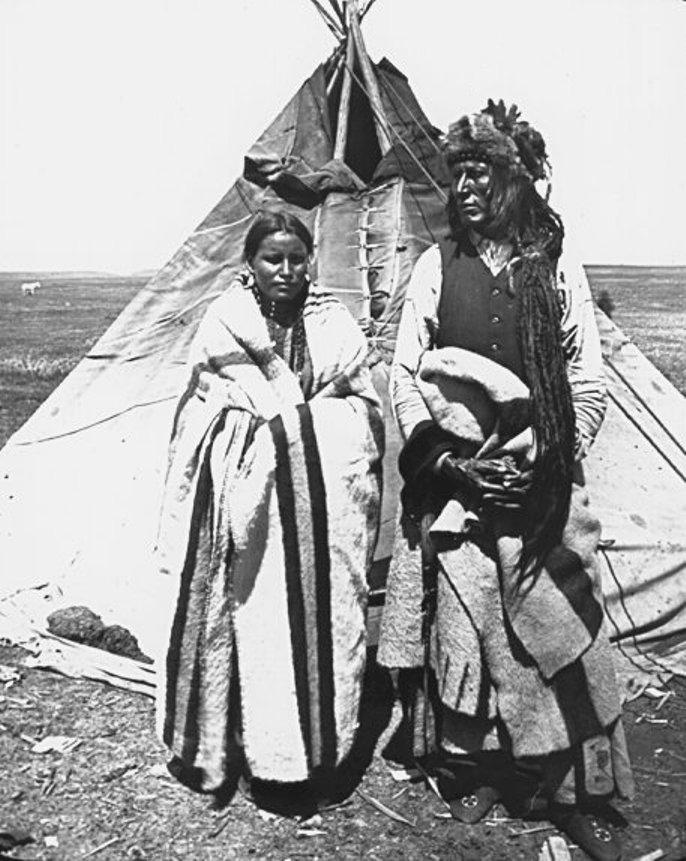
Poundmaker et sa 4e femme
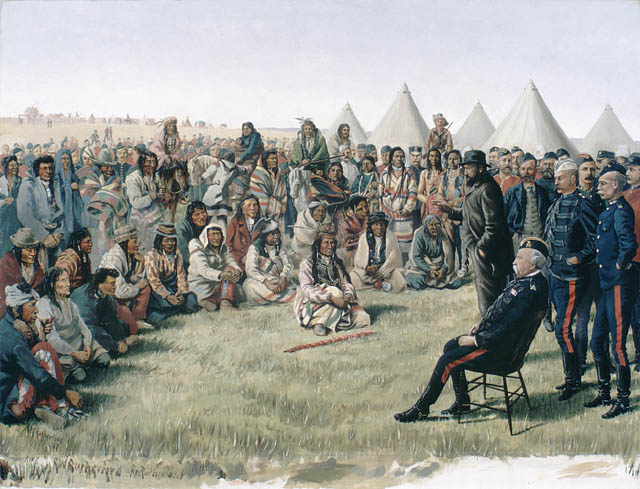
Reddition de Poundmaker à Middleton

## Culture populaire
Poundmaker est le dirigeant du peuple Cri dans le jeu vidéo Civilization VI: Rise and Fall.